# فيلافاليتو
فيلافاليتو هي بلدية (كوميون) في مقاطعة كونيو في منطقة بيدمونت الإيطالية، وتقع على بعد قرابة 60 كيلومتر (37 ميل) جنوب تورينو وقرابة 20 كيلومتر (12 ميل) شمال كونيو.
تقع فيلافاليتو على حدود البلديات التالية: بوسكا، تشنتالو، كوستيليولي سالوتسو، فوسانو، سافيليانو، تارانتاسكا، فيرزيولو، فوتينياسكو. تقع على الضفة اليمنى لنهر ميرا.
فيلافاليتو هي مسقط رأس الأناركي بارتولوميو فانزيتي، الذي أُعدم مع نيكولا ساكو في عام 1927 بعد محاكمة أمريكية مثيرة للجدل.

## المدن التوأم
- توريمادجوري، إيطاليا، منذ 2009